# Pembury
Pembury – wieś w Anglii, w hrabstwie Kent, w dystrykcie Tunbridge Wells. Leży 21 km na południowy zachód od miasta Maidstone i 51 km na południowy wschód od centrum Londynu. W 2001 miejscowość liczyła 6005 mieszkańców.